# みもりろっくおん!
『みもりろっくおん！』は、みずなともみによる日本の4コマ漫画作品。

## 概要
クラスメイトの男の子に恋する女子高生の、ちょっとストーカーな学園生活を描いた4コマ漫画作品。
内気で話しかけることの出来ないヒロインが、意中の彼の事をいつも見ている...という日々をコミカルに描いている。
『まんがくらぶオリジナル』（竹書房）誌上にて2009年7月号ゲスト掲載の後、2009年10月号から2013年3月号まで連載された。単行本は全2巻。

## 登場人物
追川みもり
今野に恋をしているのだが、非常に内気な性格のためずっとそれを言いだせないでいる本作のヒロイン。
それでも彼の事を知りたい一心から、ストーカー化してしまっている。
その一方で、今野に話しかけられると緊張のあまりにガラが凄く悪くなってしまう。
今野とは同じクラスのため、授業中も常に今野の事を見ており、彼の事なら何でも知っている。
今野の頭がよく、彼に追い付きたい一心で勉強した結果、彼を追い越しクラス一の成績を誇る。
その他にも今野の指紋を採取したり、隠し撮りをしたりと、直接今野に関わること以外であれば行動力は旺盛。
ただ、あまりにも今野しか見えていないため、今野が他の女子と話していても「今野の声が聞けた」以外の感情が無く、ジェラシーを感じることは無い。
美月からは「みも」と呼ばれている。
高橋美月
みもりの友人でいわゆる今時のちょっと不真面目な女子高生。
成績は悪い方ではあるが、一般的な感性を持っているため、頻繁にみもりの言動にツッコミを入れている。
おじがケーキ屋をしており、みもりと二人でイベント時にバイトをすることもある。
今野
みもりのクラスメイトで、彼女の意中の人。当の今野はみもりに好意を抱かれていることも、ストーキングされていることも気づいていない。
ややとろくてドジではあるものの、頭はいい。
図書室で頻繁に本を借りており、「SLの旅」という本を借りていたことから鉄道が好きと思われる。
「みゆ」という幼い妹がおり、よく面倒を見ている。
作中で出会った捨て犬を飼っている。
親はサラリーマン。
みもりと美月の間に禁断の愛があると勘違い中。

## 単行本
みずなともみ『みもりろっくおん！』 竹書房〈バンブーコミックス〉、既刊2巻
1. 2011年7月11日発行 ISBN 978-4-8124-7600-0
2. 2013年3月13日発行 ISBN 978-4-8124-8108-0